# Marie-Anne Duhamel
Pour les articles homonymes, voir Duhamel.
Marie-Anne Duhamel (1797-1860), surnommée veuve Duhamel et dite aussi mère Duhamel, est une habitante de Groffliers, près de Berck, arrondissement de Montreuil dans le Pas-de-Calais. Devenue veuve, elle accueille chez elle des personnes déshéritées et notamment des « enfants trouvés » placés pour de courts séjours par l'Assistance publique de Paris.
Dans ce cadre, elle accepte, à la demande de Paul Perrochaud et Jules Frère, d'accueillir des enfants malades de la scrofule et de leur appliquer un « traitement marin ». Son action est reconnue comme étant l'une des origines de la création de l'hôpital maritime de Berck et plus largement l'une des étapes importantes du développement de l'utilisation de l'environnement maritime dans un cadre médical ou de remise en forme.

## Biographie
Marie-Anne Marseille est née le 23 octobre 1797 à Verton dans le Pas-de-Calais. Ses parents sont François Marseille (1766-1812) et Marie-Anne Advier (1766-1851).
Au début des années 1850, surnommée « veuve Duhamel » après le décès de son mari, elle habite au hameau, ou petit village, de Groffliers, en arrière du cordon dunaire qui va de l'Aulthie à la Canche, à quelque distance de la mer. Elle reçoit chez elle, contre un petit salaire, des « enfants trouvés » envoyés par l'Assistance publique de Paris, qui plaçait de nombreux jeunes dans des familles de la région. Elle devait les nourrir, les élever et régulièrement recevoir la visite du docteur Paul Perrochaud, le médecin inspecteur de l'arrondissement de Montreuil. 
Le médecin remarque que les enfants placés chez la veuve Duhamel, arrivés « souffreteux, chétifs et malingres » terminent leur séjour « joufflus et brillants de santé ». Intéressé il fait part de ses observations à son inspecteur divisionnaire, l'instituteur Jules Frère, de l'administration. Ensemble ils décident de voir quel effet ce « traitement maritime » peut avoir sur des jeunes scorfuleux (forme ganglionnaire de la tuberculose) du Pas-de-Calais. Ils proposent à la « mère Duhamel » de lui en confier. Elle accepte d'en recevoir une dizaine bien qu'ils soient décrits comme étant « gibbeux, rabougris, courbés en deux, couverts de plaies, pâlots et tristes » et qu'il est espéré qu'elle va les transformer pour qu'ils retournent chez leurs parents « redressés, vigoureux, joyeux et guéris ». 
Le « traitement » prévoit simplement des bains de mer, mais l'eau est à environ un kilomètre du hameau. Pour emmener les enfants prendre leur bain, Marie-Anne Duhamel, choisit le moment de la marée haute, elle les met dans une brouette qu'elle tire pieds nus dans le sable mou des dunes, puis elle les déshabille, les baigne et panse leurs ulcères. De retour à sa maison, elle les laisse en liberté dans la dune. Les deux hommes, à tour de rôle, viennent la visiter pour voir les enfants trois fois par semaine. Des résultats étonnants semblent montrer l'intérêt du traitement. 
Perrochaud et Frère veulent élargir leur expérimentation, mais Marie-Anne Duhamel a pris de l'âge et manque de forces pour continuer à manier une brouette de plus en plus lourde. Les enfants vont partir chez Marie-Anne Brillard, qui également veuve porte le surnom de « Marianne-toute-seule ». Elle habite, à quelques kilomètres, une maison isolée en bordure de la plage de Berck. 
Elle meurt à Berck le 1er mars 1860, peu de temps après le départ des enfants.

## Hommages
De nombreux auteurs la citent dans leurs publications sur : les origines de l'hôpital maritime de Berck, du développement de la ville de Berck ou des traitements marins, certains y ajoutent un hommage plus personnel, entre autres :
- En 1881, dans l'Avenir d'Arcachon : « Duhamel et Brillard, tels sont les noms de ces deux femmes, noms que la philanthropie doit conserver dans ses annales »[5].
- En 1887, dans le Journal des débats politiques et littéraires : (...) cette généreuse initiative des fondateurs de Berck  : le docteur Perrochaud, M. Frère et la veuve Duhamel, trois noms que les petits infirmes devront toujours vénérer ; car c'est grâce à eux qu'ils peuvent guérir, et comme le dit une jolie poésie anglaise sur l'old woman Duhamel : The jewel of jewels, my darlings, is health[6].
- En 1893, dans l'Encyclopédie d'hygiène et de médecine publique : « Les plus malades furent, à cet effet (action d'un traitement marin sur les scrofuleux), confiés aux soins d'une femme, dont il faut conserver le nom, la veuve Duhamel. C'est d'une brouette qu'est sorti en quelque sorte l'hôpital de Berck »[7].
- En 1902, dans Le Journal du dimanche (Maubeuge) : « Mme Duhamel ! Mme Brillard ! On me pardonnera d'avoir rappelé le souvenir de ces deux humbles femmes, de ces obscures héroïnes qui méritent de voir leur nom inscrit dans le livre d'or de la bienfaisance... »[8].
- En 1910, dans l'ouvrage Crénothérapie : « Trois noms désormais historiques se lient intimement à ces premiers essais : le Dr Perrochaud, la veuve Duhamel (de Groffier) et (...) Marianne Brillard dite Marianne Toute-Seule (de Berck) »[9].
- En 2011, dans Henri de Rothschild, 1872-1947 : Medicine and Theater, « Perrochaud was satisfied with the progress of some seriously afflicted children turned over to Duhamel in 1856 (...) »[10].
- En 2013, dans Die Geschichte der Kinderheilkunde : « Duhamel, einige kranke Kinder, die in dem Pariser Windelhaus ausgewählt wurden, in der Gemeinde Grosfliers, von wo sie durch Frau Duhamel selbst zweimal täglich in einem Schubkarren zur Meeresküste gebracht wurden (...) »[11].

La municipalité de la commune de Groffliers a donné son nom à une salle communale : « salle Marie-Anne Duhamel ».